# العلاقات الفيتنامية الكمبودية
العلاقات الفيتنامية الكمبودية هي العلاقات الثنائية التي تجمع بين فيتنام وكمبوديا.

## مقارنة بين البلدين
هذه مقارنة عامة ومرجعية للدولتين:
| وجه المقارنة                                              | فيتنام           | كمبوديا                   |
| --------------------------------------------------------- | ---------------- | ------------------------- |
| المساحة (كم2)                                             | 331.69 ألف       | 181.03 ألف                |
| عدد السكان (نسمة)                                         | 94.66 مليون      | 16.01 مليون               |
| الكثافة السكانية (ن./كم²)                                 | 285.39           | 88.44                     |
| العاصمة                                                   | هانوي            | بنوم بنه                  |
| اللغة الرسمية                                             | اللغة الفيتنامية | اللغة الخميرية            |
| العملة                                                    | دونغ فيتنامي     | ريال كمبودي، دولار أمريكي |
| الناتج المحلي الإجمالي (بليون دولار)                      | 234.19 مليار     | 22.16 مليار               |
| الناتج المحلي الإجمالي (تعادل القوة الشرائية) بليون دولار | 553.42 مليار     | 54.37 مليار               |
| الناتج المحلي الإجمالي الاسمي للفرد دولار أمريكي          | 2.48 ألف         | 1.16 ألف                  |
| الناتج المحلي الإجمالي للفرد دولار أمريكي                 | 5.63 ألف         | 3.26 ألف                  |
| مؤشر التنمية البشرية                                      | 0.666            | 0.555                     |
| رمز المكالمات الدولي                                      | +84              | +855                      |
| رمز الإنترنت                                              | .vn              | .kh                       |
| المنطقة الزمنية                                           | ت ع م+07:00      | ت ع م+07:00               |

## منظمات دولية مشتركة
يشترك البلدان في عضوية مجموعة من المنظمات الدولية، منها:
| علم المنظمة | اسم المنظمة                        | تاريخ انضمام فيتنام | تاريخ انضمام كمبوديا |
| ----------- | ---------------------------------- | ------------------- | -------------------- |
|             | وكالة ضمان الاستثمار متعدد الأطراف | 5 أكتوبر 1994       | 1 ديسمبر 1999        |
|             | منظمة الشرطة الجنائية الدولية      | ?                   | ?                    |
|             | منظمة حظر الأسلحة الكيميائية       | ?                   | ?                    |
|             | أسيان                              | 28 يوليو 1995       | 30 أبريل 1999        |
|             | منظمة التجارة العالمية             | 11 يناير 2007       | ?                    |
|             | الفريق المعني برصد الأرض           | ?                   | ?                    |
|             | الأمم المتحدة                      | 20 سبتمبر 1977      | 14 ديسمبر 1955       |
|             | منتدى آسيان الإقليمي ‏              | ?                   | ?                    |
|             | مؤسسة التمويل الدولية              | 4 أغسطس 1967        | 26 مارس 1997         |
|             | يونسكو                             | 6 يوليو 1951        | 3 يوليو 1951         |
|             | مؤسسة التنمية الدولية              | 24 سبتمبر 1960      | 22 يوليو 1970        |
|             | بنك التنمية الآسيوي                | 1966                | 1966                 |
|             | البنك الدولي للإنشاء والتعمير      | 21 سبتمبر 1956      | 22 يوليو 1970        |
|             | الاتحاد البريدي العالمي            | ?                   | ?                    |
|             | الاتحاد الدولي للاتصالات           | 24 سبتمبر 1951      | 10 أبريل 1952        |

## وصلات خارجية
- موقع وزارة الخارجية الفيتنامية
- موقع وزارة الخارجية الكمبودية